# KPN Netwerk

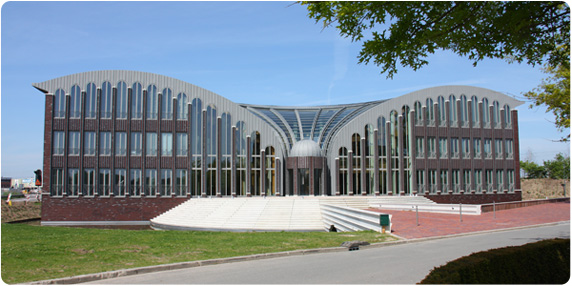
Hoofdkantoor van Reggefiber in Rijssen in 2011

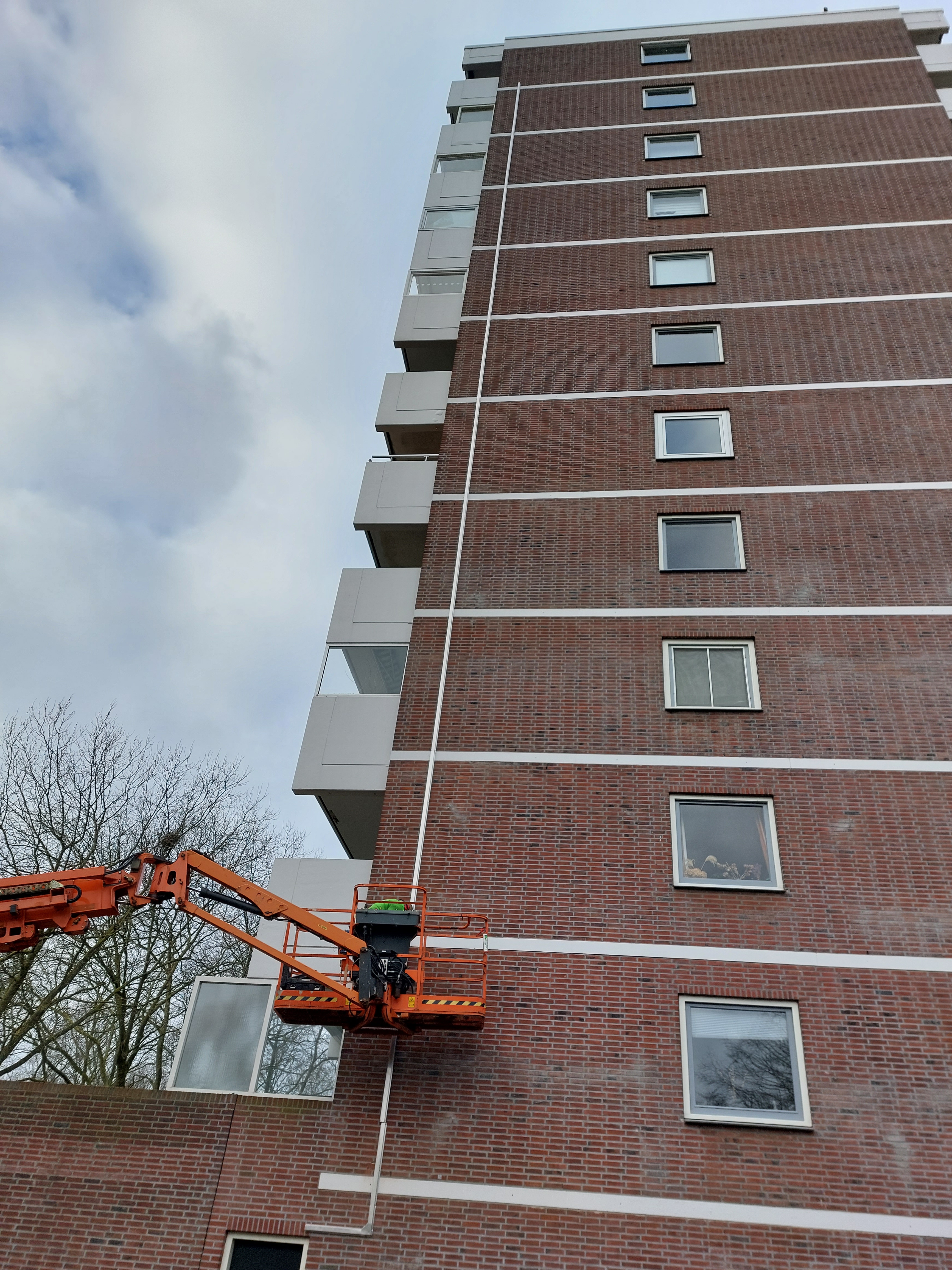
Aanleg van glasvezel in Amsterdam

KPN Netwerk heet voortaan gewoon KPN. Voorheen was het bekend als Reggefiber of KPN NetwerkNL. Het Nederlandse bedrijf is gespecialiseerd in het aanleggen van glasvezelaansluitingen. Op diverse plaatsen legt KPN glasvezelkabels in de grond, waarvoor een ruime selectie providers hun diensten mogen aanbieden. Het glasvezelnetwerk van KPN is hiermee een open netwerk.
Het bedrijf ontstond in 2005 toen investeringsmaatschappij Reggeborgh (opgericht door Dik Wessels) samen met enkele bedrijven hun krachten bundelden om samen glasvezelnetwerken in heel Nederland aan te leggen.
Tot 2019 hadden Reggefiber en KPN NetwerkNL samen het beheer over zo'n 2,5 miljoen glasvezelaansluitingen. Vanaf 1 mei 2019 gingen netwerkbeheerders Reggefiber en KPN NetwerkNL (beide onafhankelijk onderdeel van KPN) samen verder onder de naam KPN NetwerkNL. In september 2021 werd de naam gewijzigd in KPN Netwerk. Per januari 2024 gaat KPN Netwerk verder als KPN. 
Medio 2021 waren 3,9 miljoen van de circa 8 miljoen Nederlandse adressen op glasvezel aangesloten. Tot en met 2026 is gepland om daar ruim 3 miljoen aansluitingen aan toe te voegen, waardoor 80% van de Nederlandse huishoudens in 2026 toegang tot internet van KPN kan hebben. Naast KPN leggen nog twee andere bedrijven op grote schaal glasvezel aan in Nederland, namelijk DELTA Fiber en Open Dutch Fiber. Deze bedrijven zijn dan ook de grootste concurrenten voor KPN in de Nederlandse markt van glasvezel. In een interview met het Financieel Dagblad, liet  Chris Figee financieel directeur bij KPN, weten interesse te hebben om een van deze of beide concurrenten over te nemen mochten de netwerken in de verkoop worden gezet.